# Mexicana Universal Nuevo León
Mexicana Universal Nuevo León o MxU NL (hasta 2016 llamado Nuestra Belleza Nuevo León) es un certamen anual de belleza en el cual se elige a la representante del Estado de Nuevo León en el concurso nacional Mexicana Universal (hasta 2016 llamado Nuestra Belleza México). Nuevo León es considerado uno de los Estados más fuertes de México en este certamen, ya que sus candidatas siempre se posicionan entre las finalistas a excepción del año 2002 en el cual no clasificó.
El Estado de Nuevo León ha logrado 4 ganadoras rumbo a Miss Universo: 1997, 1998, 2005 y 2012. 3 ganadoras rumbo al Miss Mundo: 1995, 2007 y 2010. Además 3 designaciones rumbo al Miss Internacional: 2007, 2009 y 2013.
Es así como Mexicana Universal Nuevo León se posiciona como el primer certamen estatal más exitoso con 11 coronas nacionales en Nuestra Belleza México, aunque un título le fue retirado a una de sus representantes, por lo cual oficialmente el estado cuenta con 10 coronas nacionales. En 2010 Cynthia de la Vega ganó el título de Nuestra Belleza Mundo México, pero fue destituida el 29 de julio de 2011 por motivos de indisciplina y no cumplir con el aspecto físico adecuado para representar a la nación en Miss Mundo; esto provocó controversia en México y alrededor de mundo entre los fanáticos de los concursos de belleza.
Los récords que actualmente tiene son: 
- 27 clasificaciones en 28 ediciones que se han llevado a cabo del concurso nacional desde 1994.
- Sólo una edición sin lograr clasificación (2002).
- Primer "Back to Back" en la historia del concurso (1997 y 1998).
- Primer estado en posicionarse 2 años consecutivos como 1° Finalista (2003 y 2004).
- Primer "1-2" (es decir, Ganadora y 1° Finalista) en la historia del concurso (2012).
- 2 de las 3 designadas rumbo al Miss Internacional lograron el 1° Lugar: 2007 y 2009.
- Primer estado del país que elige a una candidata siendo madre y casada rumbo a la final nacional (2022).

## Ganadoras
A continuación se presentan los nombres de las ganadoras anuales de Mexicana Universal Nuevo León, enumerados por orden ascendente, y sus resultados finales en Mexicana Universal después de su participación junto con sus premios recibidos. Tomando en cuenta que hasta 2016 era denominado "Nuestra Belleza México".
| Año                                                         | Ganadora                                                                              | Origen                                                                                | Resultado Nacional                                                                    | Premio Nacional                                                                       | Otros Títulos                                                                                               |                                                                                       |
| 2023                                                        | Valery Sarahí Salazar Garza                                                           | Monterrey                                                                             | TBD                                                                                   |                                                                                       | Teen Universe Nuevo León RM 2020                                                                            |                                                                                       |
| 2022                                                        | Dania Steysie Sánchez Niño                                                            | Aramberri                                                                             | -                                                                                     |                                                                                       | Miss Earth Nuevo León 2017                                                                                  |                                                                                       |
| 2021                                                        | Mayra Carolina Valencia Gamez                                                         | Monterrey                                                                             | 1° Finalista                                                                          |                                                                                       | |                                                                                       |
| 2020                                                        | En 2020, debido a la contingencia del COVID-19 hubo un desfase en el certamen estatal | En 2020, debido a la contingencia del COVID-19 hubo un desfase en el certamen estatal | En 2020, debido a la contingencia del COVID-19 hubo un desfase en el certamen estatal | En 2020, debido a la contingencia del COVID-19 hubo un desfase en el certamen estatal | En 2020, debido a la contingencia del COVID-19 hubo un desfase en el certamen estatal                       | En 2020, debido a la contingencia del COVID-19 hubo un desfase en el certamen estatal |
| 2019                                                        | Andrea Paola Martinez Bazarte                                                         | Monterrey                                                                             | Mexicana Hispanoamérica                                                               | Camino al Éxito                                                                       | Reina Hispanoamericana 2021                                                                                 |                                                                                       |
| 2018                                                        | Claudia Lozano Domínguez                                                              | San Pedro                                                                             | 1° Finalista                                                                          | Camino al Éxito                                                                       | Elite Model Look México 2009                                                                                |                                                                                       |
| 2017                                                        | Andrea Merodio Reyes                                                                  | Escobedo                                                                              | Top 16                                                                                |                                                                                       | Miss Earth Nuevo León 2016 Miss Earth Escobedo 2016                                                         |                                                                                       |
| Hasta 2016 el título se denominó Nuestra Belleza Nuevo León |                                                                                       |                                                                                       |                                                                                       |                                                                                       | |                                                                                       |
| 2016                                                        | Rebeca Alicia Pérez Amor                                                              | Monterrey                                                                             | Top 10                                                                                |                                                                                       | Miss Earth Tamaulipas 2014 Nuestra Belleza Sur de Tamaulipas 2013                                           |                                                                                       |
| 2015                                                        | Naomi Berenice Garza Mondragón                                                        | San Nicolás                                                                           | 3° Finalista                                                                          |                                                                                       | Miss Multiverse México2017 Miss Supertalent 2017 Miss Supetalent México2017 Most Beautiful Girl México 2017 |                                                                                       |
| 2014                                                        | Alejandra Monserrat Medina Casas                                                      | Monterrey                                                                             | Top 10                                                                                |                                                                                       | |                                                                                       |
| 2013                                                        | Vanesa Montemayor Cortez                                                              | Guadalupe                                                                             | Top 10                                                                                |                                                                                       | |                                                                                       |
| 2012                                                        | Cynthia Lizetthe Duque Garza                                                          | Monterrey                                                                             | Nuestra Belleza México                                                                | Las Reinas Eligen Personalidad Fraiche                                                | Miss Continentes Unidos México 2016 Miss Universe México 2013                                               |                                                                                       |
| 2011                                                        | Ivette Alejandra García de Hoyos                                                      | Monterrey                                                                             | -                                                                                     |                                                                                       | |                                                                                       |
| 2010                                                        | Cynthia Alejandra De la Vega Oates                                                    | San Pedro                                                                             | Nuestra Belleza Mundo México (Destituida)                                             |                                                                                       | Miss Costa Maya México 2018 Miss Supranacional 2016 Elite Model Look México 2008                            |                                                                                       |
| 2009                                                        | Adriana Graciela Treviño Peralta                                                      | Monterrey                                                                             | Top 15                                                                                | Camino al Éxito                                                                       | |                                                                                       |
| 2008                                                        | Mariana González Elizondo                                                             | Monterrey                                                                             | Top 10                                                                                | Camino al Éxito Nuestro Talento                                                       | |                                                                                       |
| 2007                                                        | Anagabriela Espinoza Marroquín                                                        | San Pedro                                                                             | Nuestra Belleza Mundo México                                                          | Premio Académico                                                                      | Miss International 2009 Miss International México 2009 Miss World México 2008                               |                                                                                       |
| 2006                                                        | Mariana Lombard González                                                              | San Pedro                                                                             | Top 10                                                                                |                                                                                       | |                                                                                       |
| 2005                                                        | Silvia Priscila Perales Elizondo                                                      | San Pedro                                                                             | Nuestra Belleza México                                                                | Reina de Belleza Fuller Miss Fotogenia                                                | Miss International 2007 Miss International México 2007 Miss Universe México 2006                            |                                                                                       |
| 2004                                                        | Ana Paola De la Parra Goldbaum                                                        | San Pedro                                                                             | 1° Finalista                                                                          | Premio Académico                                                                      | |                                                                                       |
| 2003                                                        | Alejandra Villanueva Campos                                                           | San Nicolás                                                                           | 1° Finalista                                                                          | Reina de Belleza Fuller                                                               | |                                                                                       |
| 2002                                                        | Carolina Salinas González                                                             | Santiago                                                                              | -                                                                                     |                                                                                       | Miss Expo World 2002 Miss Expo World México 2002 Señorita Turismo Santiago 2001                             |                                                                                       |
| 2001                                                        | Diana Cristina García Soto (Renunció)                                                 | Monterrey                                                                             | 4° Finalista                                                                          |                                                                                       | |                                                                                       |
| 2001                                                        | Elsa Lucia Burgos Pérez (Sucesora)                                                    | Monterrey                                                                             | Top 20                                                                                |                                                                                       | Miss Costa Maya Internacional 2002 Miss Costa Maya México 2002                                              |                                                                                       |
| 2000                                                        | Verónica Penélope Gutiérrez De la Fuente                                              | Monterrey                                                                             | Top 10                                                                                |                                                                                       | |                                                                                       |
| 1999                                                        | Vannessa María Valle Yves                                                             | Monterrey                                                                             | Top 10                                                                                |                                                                                       | |                                                                                       |
| 1998                                                        | Silvia Salgado Cavazos                                                                | Monterrey                                                                             | Nuestra Belleza México                                                                | Miss Fotogenia Rostro Mary Kay                                                        | Miss Universe México 1999 Reina Internacional del Café México 1999                                          |                                                                                       |
| 1997                                                        | Katty Fuentes García                                                                  | Monterrey                                                                             | Nuestra Belleza México                                                                | Miss Fotogenia Piel Hinds                                                             | Miss Universe México 1998 Miss Atlántico México 1998                                                        |                                                                                       |
| 1996                                                        | Blanca Elena Martínez De la Fuente                                                    | Guadalupe                                                                             | Top 16                                                                                |                                                                                       | Nuestra Belleza Internacional México 1996                                                                   |                                                                                       |
| 1995                                                        | Alejandra Aidée Quintero Velasco                                                      | Monterrey                                                                             | Nuestra Belleza Mundo México                                                          |                                                                                       | Miss World México 1995                                                                                      |                                                                                       |
| 1994                                                        | Yadira Janeth Elizondo Montemayor                                                     | Monterrey                                                                             | Top 16                                                                                | Mejores Piernas                                                                       | Top Model of the World México 1996                                                                          |                                                                                       |

## Concursantes Designadas
A partir del año 2000, La Organización Nacional permitió enviar a una o más chicas de un mismo Estado al certamen nacional, siempre y cuando reunieran los requisitos que se solicitaban ya que algunos Estados no contaban con representante en algunas ediciones. Se invitó a las siguientes participantes de "Nuestra Belleza Nuevo León" para competir en Nuestra Belleza México. Algunas se han colocado más alto que las ganadoras estatales, pero ninguna a ganado.
| Año  | Ganadora                           | Origen    | Resultado Nacional                   | Premio Nacional          | Otros Títulos                                                                     |
| 2012 | Lucero Miroslava Montemayor Gracia | Guadalupe | Nuestra Belleza Internacional México | Nuestra Belleza en Forma | Miss International México 2013 Señorita UANL 2011 Señorita Ciencias Químicas 2011 |
| 2011 | Ángela Anahí Cantú Sánchez         | Guadalupe | Top 15                               |                          | Señorita UANL 2009 Señorita Odontología 2009                                      |
| 2007 | Fabiola Jazmín Guajardo Martínez   | Guadalupe | Top 15                               |                          |                                                                                   |
| 2006 | Alejandra Ballesteros González     | Monterrey | Top 15                               |                          |                                                                                   |
| 2003 | Alejandra Arredondo Méndez         | Monterrey | Top 10                               | Figura Lala Light        |                                                                                   |
| 2003 | Brisseida Moya Leal                | Santiago  | Top 20                               |                          | Reina Internacional del Café México 2004                                          |
| 2000 | Gisela Patricia Oviedo Garza       | Monterrey | Top 20                               |                          | Miss Caribe México 2000 Señorita Nayarit 2000                                     |

## Por número de ganadoras de Nuestra Belleza Nuevo León/Mexicana Universal
| No. | Municipio                | Títulos | Años                                                                               |
| 1   | Monterrey                | 14      | 1994, 1995, 1997, 1998, 1999, 2000, 2001, 2008, 2011, 2012, 2014, 2016, 2019, 2021 |
| 2   | San Pedro Garza García   | 6       | 2004, 2005, 2006, 2007, 2010, 2018                                                 |
| 3   | Guadalupe                | 3       | 1996, 2009, 2013                                                                   |
| 4   | San Nicolás de los Garza | 2       | 2003, 2015                                                                         |
| 5   | Aramberri                | 1       | 2022                                                                               |
| 5   | General Escobedo         | 1       | 2017                                                                               |
| 5   | Santiago                 | 1       | 2002                                                                               |

## Datos y curiosidades
En contraste con los discretos y grises resultados en los tiempos de Señorita México, el Estado de Nuevo León, durante la era de Nuestra Belleza México, se ha convertido en uno de los protagónicos y más esperados de cada edición. Desde 1994 sus clasificaciones a semifinales han sido prácticamente ininterrumpidas. Sólo falló en el 2002, cuando la entonces reina, Carolina Salinas sufrió un accidente que la obligó a estar en silla de ruedas durante la concentración y no le permitió competir al 100%. Y aun así lograría un título internacional, Miss Expo World 2002 en Guatemala.
La historia del Estado ha marcado significativamente a la organización nacional de Nuestra Belleza México. No sólo es el Estado que más coronas ha obtenido en más de 20 años de historia, fue el primero en lograr una victoria a nivel nacional −de manera consecutiva−, es el que más semifinalistas ha colocado, su coordinación estatal ha cambiado de manos varias veces, se ha levantado de ser un concurso moribundo hace 10 años y se ha visto rodeado de algunas controversias.
- 1994 - La primera ganadora de Nuestra Belleza Nuevo León es Yadira Janeth Elizondo Montemayor, una espectacular modelo de 1.77 metros de estatura quien se perfiló como favorita en el concurso estatal, al lado de la hoy actriz, Manola Díez, quien sería segunda. Yadira fue considerada una de las más impactantes reinas en la edición de Nuestra Belleza México 1994, donde ganaría el Premio Dorian Grey a las mejores piernas. Sin embargo sus nervios la traicionaron en la etapa de expresión oral y no pudo entrar al Top 6 de ese año a pesar de tener todo para lograrlo. Posteriormente tras finalizar su reinado, se casó con el futbolista argentino, Sergio Verdirame, con quien tuvo dos hijas, pero de quien recientemente se separó. Su hija mayor Pamela Verdirame Elizondo es actual goleadora del Equipo Femenil del Club de Fútbol Monterrey. En el año 2003, fue la misma Yadira quien "denunció" a la guapísima Alejandra Arredondo a participar en el concurso de Nuestra Belleza Nuevo León 2003.
- 1995 - Este al recibir la licencia para Miss Mundo, la organización de Nuestra Belleza México otorgaría dos coronas nacionales, Aquí llegaría el primer triunfo histórico para Nuevo León y la historia de la regiomontanta que enamoraría a Sudáfrica, Alejandra Aydée Quintero Velasco. Alejandra tenía miedo de participar, sin embargo problemas económicos en su casa así como su ya experimentada carrera en el modelaje la empujaron a considerar tomar parte del concurso Estatal. Así comenzó todo, como una bella ilusión: Participar en Nuestra Belleza Nuevo León, triunfar y continuar con mis estudios. Alejandra Aidée Quintero Velasco ganó el concurso de Nuestra Belleza Nuevo León un 15 de septiembre de 1995, no era la más aplaudida ni la que más porras tenía entre el público pero sí era la más bella. El 23 de octubre en la Ciudad de Toluca de aquel 1995, Alejandra se convertía en la primera reina en ostentar en título de "Nuestra Belleza Mundo México" primera reina pues la franquicia de Miss Mundo acababa de ser licenciada a Televisa. El título de Alejandra supo a gloria en Nuevo León, ya que desde 1981, ninguna regiomontana se había logrado destacar en el certamen nacional de Señorita México. Su llegada al aeropuerto de Monterrey fue con Mariachi y altos ejecutivos de Televisa la recibieron de manteles largos. Alejandra viajó a Sun City, Sudáfrica y se convirtió en una de las fuertes favoritas a la corona mundial. En aquel entonces, Lupita Jones, quien a sus 27 años debutaba prácticamente como directora nacional y asistía a su primer concurso de "Miss Mundo," vaticinaba un gran papel para Alejandra. Se llegó el gran día. Por primera vez en 15 años, el nombre de México volvía a sonar en el Miss Mundo. Desde 1981, una mexicana no se destacaba en el concurso inglés y Alejandra Quintero entraba por la puerta grande. La ganadora fue indiscutiblemente la monumental venezolana, Jaqueline Aguilera. Posteriormente fue imagen del "Canal de las Estrellas", se casó años más tarde y es madre de cuates. Actualmente reside en Monterrey y tiene varios años participando activamente en Nuestra Belleza Nuevo León, hoy llamado Mexicana Universal Nuevo León al lado de su amigo Oscar Pérez.

- 1996 - Blanca Elena Martinez De la Fuente, una guapa modelo de 1.77 metros de estatura sería electa en una ceremonia alusiva a la celebración de los 400 años de la Fundación de Monterrey como Nuestra Belleza Nuevo León 1996. A muchos su belleza nos recuerda un poco a la Miss España 1993, Eugenia Santana. Curiosamente Blanca, no fue coronada por Alejandra Quintero, quien no pudo asistir al concurso Estatal por compromisos previos. Aunque Blanca sonaba entre las favoritas del concurso Nuestra Belleza México 1996, celebrado en Cancún, sólo logró posicionarse entre las 16 Semifinalistas y al final ocupó la posición número 12. Tras el concurso argumentaría que no le había gustado nada el vestido de noche que le habían impuesto. Un traje dorado con un cuello que simulaba un racimo de hojas, y en el que no se sintió nada cómoda en la pasarela. Sin embargo Blanca fue seleccionada para representarnos en Nuestra Belleza Internacional en Miami, donde no logró formar parte de las Finalistas y luciendo el traje de noche que usara Yessica Salazar de Jalisco en el concurso nacional también de 1996. Posteriormente fue conductora de programas especiales de Nuestra Belleza México 2001 y se desempeñó como modelo.

- 1997 - En este año Katty Fuentes García se llevaría la gloria para Nuevo León. Tras dieciséis años de sequía, una neoleonesa iría al Miss Universo. También a quien dedicaremos una entrada en particular.

- 1998 - Silvia Salgado Cavazos hace historia para Nuevo León logrando un triunfo consecutivo para el Estado en la gran final de Nuestra Belleza México 1998. Su reinado sería muy controversial e iniciaría una ruptura entre la organización nacional y estatal. Pero su triunfo desde el inicio fue muy mal recibido por el público.

- 1999 - Continuarían las controversias. La hermosa Vanessa Maria Valle Yves se coronaría como la más bella de Nuevo León en 1999. Su piel canela y sensualidad la hicieron la ganadora imperdible. Sin embargo su triunfo desató controversia ya que tres de las candidatas participantes denunciaron irregularidades y favoritismos en favor de Vanessa. Se decía que todo el equipo de Ramón Guerrero el diseñador oficial del concurso Estatal y el personal, le otorgaban a Vanessa los mejores vestidos, el mejor peinado, el mejor maquillaje y que estaba todo "arreglado" en favor de ella. La tachaban de "chaparra" pues decían que no llegaba ni a medir los 1.68 metros requeridos, argumentaron que nadie vio el vestido de Vanessa hasta la noche final y otra de las chicas denunció incluso, haber sido forzada a tomar pastillas para bajar de peso, pues Lupita Jones había declarado que todas las chicas "tenían caderas de señora". Vanessa quiso ganar la tercera corona nacional pero sorpresivamente sólo se quedó entre las 10 Finalistas en el concurso de Nuestra Belleza México Milenio de 1999, que ganaría Letty Murray de Sonora. Como ironía de la vida, Vanessa, sería la primera en protestar el resultado final declarando que : "El jurado había calificado altura y no belleza." Ella (y la representante de Coahuila) quedaron inconformes con el triunfo de la sonorense y además Vanessa revelaría nunca haberse llevado bien con Letty Murray. Montserrat Olivier, regiomontana también y miembro del jurado en el nacional, contraatacó a Vanessa diciendo que no llegó más lejos porque "¡le faltaba cara!" En el 2000 Vanessa sufrió un aparatoso accidente de coche donde resultó con ciertos golpes pero nada de gravedad aunque el auto si fue pérdida total. Pero se levantó un acta pues se decía que ella había sido la culpable del accidente.

- 2000 - En este año se  iniciaría una nueva mecánica donde más de una chica de un Estado, podría asistir al concurso nacional. Por Nuevo León la ganadora sería Verónica Penélope Gutiérrez De la Fuente. Una linda rubia de 1.74 metros de estatura y cuya belleza emulaba a la mismísima Judith Grace González Hicks. Ella sería una de las 10 Finalistas del concurso nacional. A su vez ese mismo año se invitó a una designada de Nuevo León, una exótica chica, Gisela Patricia Oviedo Garza, gimnasta profesional, quien se colocaría entre las 20 mejores del concurso y además nos representó en el concurso Miss Caribe Hibiscus.

- 2001 - En este año el concurso de Nuestra Belleza Nuevo León comenzaría a decaer. El concurso estatal de ese año contaría con sólo cuatro participantes y 13 jurados. El concurso que duró cerca de seis horas fue muy sobrio y al final los resultados se leyeron mal al mencionar a Meztli Garcia como la ganadora, cuando el triunfo había sido para Diana Garcia. La suplencia recaería en la hoy conductora Elsa Burgos y ganadora del concurso Reina de la Costa Maya Internacional 2002. Diana García ocupó el quinto lugar nacional en Toluca. Su papá argumentaría que la ganadora de ese año, Yucatán, Erika Cruz, "¡no parecía mexicana!" y que su hija había sido la mejor. Tristemente Diana sufrió duramente su derrota al no haber podido ganar el título de Nuestra Belleza Mundo en la eliminatoria nacional, pues soñaba con ir al Miss Mundo por la proyección que sentía podía darle a su carrera de modelo. Tras el concurso, se fue a Nueva York a probar suerte como modelo y no concluyó su reinado Estatal.  Diana no pudo consolidar su sueño de ser modelo, el más grande handicap era su baja estatura de 1.68 metros, sin embargo se ha convertido en una excelente actriz y es una promesa en el mundo del nuevo cine mexicano. Elsa Burgos, suplente designada, ganaría el Reinado de la Costa Maya 2002, y por otro lado se convirtió en una popular conductora en Monterrey. Estuvo sentimentalmente relacionada con el hijo de "La Tucita" Fernando Lozano, pero finalmente lo dejó para casarse con su eterno novio con quien ya tiene dos hijos.

- 2002 - A raíz del poco interés de las chicas en Nuevo León por el concurso de belleza y tras un concurso con sólo cuatro participantes en el 2001, Lupita Jones haría una serie de declaraciones las cuales causarían mayor controversia entre las chicas y preparadores de Nuevo León. "Las regias como que se sienten punto y aparte!" se atrevería a decir. La respuesta a su declaración no se hizo esperar. A raíz de estos comentarios, Lupita tuvo que retractarse e improvisar un discurso a manera de "disculpa por el metidón de lengua" donde mencionaba que "Nuestra Belleza es punto y aparte" en el cual enaltecía las cualidades de la mujer mexicana y cómo buscaba un nivel altísimo en sus chicas, en donde se buscaba calidad y no cantidad. La disculpa no dio resultado, prueba de ello fue que al año siguiente por primera vez en Nuevo León, Nuestra Belleza, no haría concurso. Este ha sido el único año a la fecha en que el Estado de Nuevo León no llevó a cabo un concurso de belleza en la era de Nuestra Belleza México. Curiosamente, Carolina Salinas, la reina de ese año designada por el comité, por muchas circunstancias, ajenas a ella, ha sido la única representante que no logró colarse al grupo de Semifinalistas a nivel nacional. Sin embargo trascendió mucho más que otras reinas. Encantadora y tenaz Santiaguense Carolina Salinas González fue la última reina Estatal (de la edición 2002), en ser electa. Tuvo poco tiempo de preparación rumbo al concurso nacional, días, prácticamente, como en la época del Señorita México. Ya en su haber tenía el título y corona de Señorita Turismo Santiago, N.L. Curiosamente justo antes de su coronación, estando en su casa, Carolina sufrió un accidente que le provocó una fisura en el tobillo, la cual le impidió caminar posteriormente. Durante casi dos semanas no se percató hasta la presentación a medios donde desfiló en silla de ruedas, ya en el concurso nacional. Muchas veces quiso renunciar y regresar a casa, la misma Lupita Jones le pidió varias veces regresar, pero Carolina con una gran tenacidad participó y desfiló de pie en la gran final nacional. No clasificó, cierto, pero fue una chica con una entrega como pocas, el caminar en la final nacional, ya era un triunfo. Al regresar a Monterrey inició ese proceso de desintoxicación donde resintió mucho la falta de apoyo, hecho que la motivó (y se propuso) al año siguiente coronar a su sucesora en un concurso hecho y derecho. Posteriormente Carolina se casó y se fue a vivir un tiempo a Estados Unidos, actualmente es la feliz madre de tres niños y vive en Monterrey. Fue la primera reina en recibir el premio "Corona al mérito en el año 2003" por parte de la Organización Nacional.

- 2003 - Nuevo León iniciaría una era de triunfos y clasificaciones ininterrumpidas que hasta la fecha, con una clasificación menos de diferencia, el Estado de Jalisco, ha igualado. Este año y tras el exitoso concurso renovado, tres regiomontanas participarían en la gran final de Nuestra Belleza México 2003 en Michoacán. La gran favorita y ganadora Estatal, Alejandra Villanueva Campos, Alejandra Arredondo Méndez, el cuerpazo del año y la encantadora Brisseida Myrella Moya Leal. Desde un principio las regiomontanas se perfilaron como las rivales a vencer, en especial Alejandra "Alita" Villanueva. En ella recayó el premio especial de Rostro Fuller, mientras que el cuerpo Lala Light se lo llevaría Alejandra Arredondo, también de Monterrey.  Sorpresivamente y para decepción de muchos seguidores, la imponente Brisseida Moya no lograría entrar al grupo de 10 Semifinalistas. El triunfo fue para la sinaloense, Rosalva Luna, triunfo que ella misma no se esperaba. La reacción de las regiomontanas tras el concurso no se dejó esperar.  Alejandra Villanueva, quien terminaría como la suplente, declaró simplemente a los medios: "No quiero sonar ni ardida, ni hipócrita (por la declaración que haga). Ahí están los resultados y que el público decida." Alejandra Arredondo, por su parte, quien siempre fue una chica muy discreta en sus declaraciones y comportamiento, simplemente declaró que su favorita para ganar, de no ser su paisana, Alejandra Villanueva, era Jiapsi Bojorquez de Durango. Como anécdota curiosa, la guapa, Alejandra Arredondo, fue denunciada a participar en el concurso Estatal, por la bella Yadira Elizondo, Nuestra Belleza Nuevo León 1994, con quien llevaba una gran amistad. Por otra parte la dulce, Brisseida Moya, quien no clasificó al grupo de 10 Semifinalistas en la gran final nacional, fue invitada por la organización nacional a participar en el Reinado Internacional del Café en Manizales, Colombia, donde formó parte de las 10 Finalistas.

- 2004 - Este año fue un deleite para los seguidores de concursos. Nuevo León contaba con dos candidatas de campeonato en el concurso Estatal. La impresionante Ana Paola De la Parra Goldbaum (originaria de Baja California) y Silvia Priscila Perales Elizondo, una hermosa chica de rostro sin igual. Sin embargo la noche final, esta última dio muestras de astío, inmadurez, poco compromiso y ganas, lo que se vio reflejado en los resultados cuando al final el triunfo recayó en la bajacaliforniana, Ana Paola De la Parra, resultado que levantó algo de controversia pues desde 1988, una representante de belleza de Nuevo León, no era de Nuevo León. (En 1988 la Señorita Nuevo León era Tamaulipeca). A pesar de que los fanes "rogaron" a la organización nacional de que se invitara a Priscila Perales, la suplente, a la final nacional, Priscila no fue considerada. Ana Paola De la Parra quien obtuvo pase automático a las Semifinalistas ganando el "Premio Académico", fue una fuerte candidata a la corona nacional, pero nuevamente Nuevo León tuvo que conformarse con la suplencia tras el triunfo de la tamaulipeca, Laura Elizondo.

- 2005 - Con estas palabras, Priscila Perales obtenía la corona de Nuestra Belleza Nuevo León, tras haber quedado suplente en el concurso estatal del año anterior. Por primera vez en la historia una chica que competía por segunda vez en un concurso estatal eliminatorio, ganaba la corona. "¡Voy con todo a México!" Y así fue, Priscila Perales obtenía la tercera corona y título de Nuestra Belleza México, en Aguascalientes.

- 2006 - La ganadora de este año, sorpresivamente fue la encantadora Mariana Lombard. Una linda y espigada chica estudiante de comunicación, quien verdaderamente nunca se esperó ser la ganadora. La gran favorita, Alejandra Ballesteros, había quedado de suplente para sorpresa de muchos. "¡Me va a cortar mi novio!"- fue lo primero que declaró Mariana tras bambalinas al coordinador Estatal Oscar Perez, tras su coronación. "¡Yo sólo me metí (al concurso) para pasar el verano, pero yo no quería ganar!". Nerviosa y en shock, Mariana no asimilaba el triunfo, y no fue sino el mismo coordinador, Oscar Pérez, quien le dijo: "Si ganaste fue por algo, pero si no quieres la banda y la corona, aquí tengo a la suplente en espera (Alejandra Ballesteros), dímelo y en este momento le decimos a los medios que renuncias a la corona, para coronar a tu suplente." Mariana se tranquilizó en ese instante y aceptó el reto gustosamente de ser la nueva representante del Estado. Y lo hizo muy bien, al final logró posicionarse entre las 10 Semifinalistas del concurso nacional que se llevó a cabo en Tampico, Tamaulipas. El encanto de Mariana, sin embargo, era contrapuesto a la dura y difícil personalidad de la suplente estatal, Alejandra Ballesteros, quien también fue invitada a participar en el concurso nacional donde fue parte de las 15 Semifinalistas. Alejandra, era una chica muy bella, pero también grosera, difícil, poco accesible con los fanes (no les permitía fotos, ni que la tocaran) y con la misma organización Estatal. Junto con Adriana Celis, representante de Tamaulipas, con quien hizo muy buena amistad en el concurso nacional, se encargaron de hacerle la vida imposible y difamar a Mariana Lombard, hasta que esta última las retó en público, al toparse con ellas en un restaurante de Monterrey, donde no les quedó otro remedio que tragarse sus palabras, cobardemente. Tras dicho incidente, nunca volvieron a toparse, ni a dirigirse palabra alguna y Alejandra quedó en el olvido. Mariana hoy es una feliz esposa y madre, sigue viviendo en Monterrey y se le recuerda como una de las reinas más encantadoras y queridas por la organización Estatal.

- 2007 - Por cuarta vez y segunda vez consecutiva Nuevo León envía dos candidatas al nacional. NB Nuevo León 2007 "Anagabriela Espinoza Marroquín" y Fabiola Guajardo Martínez. Anagabriela Espinoza enogulleció nuevamente a su estado al lograr convertirse en Nuestra Belleza Mundo México 2007 así logró darle a su estado su segunda corona de NBMM, suceso que no pasaba desde 1995; pero además obtuvo por segunda vez para Nuevo León el reconocimiento de Premio Académico. Fabiola Guajardo por su lado logró clasificarse al Top15.

- 2008 - Por cuarta vez Nuevo León envía una candidata al nacional, evento que no sucedía desde 2005, NB Nuevo León 2008 "Mariana González Elizondo". En esta ocasión y siendo la primera vez que el certamen nacional se celebró en Nuevo León Mariana González logró clasificar al Top 10 a pesar de ser una de las favoritas al ser la candidata anfitriona; además obtuvo los premios "Nuestro Talento" y "Pasos a la Fama".

- 2009 - Por segunda vez consecutiva y la quinta ocasión que Nuevo León envía una candidata al nacional, NB Nuevo León 2009 "Adriana Graciela Treviño Peralta". En esta ocasión Adriana Treviño logra clasificar al Top 15, también logró obtener por segunda vez y por segundo año consecutivo para Nuevo León el premio "Pasos a la Fama".

- 2010 - Por tercera vez consecutiva y la sexta ocasión que Nuevo León envía una candidata al nacional, NB Nuevo León 2010 "Cynthia Alejandra De la Vega Oates". En esta ocasión Cynthia de la Vega quien enorgulleció nuevamente a su estado al lograr ganar el título de Nuestra Belleza Mundo México 2010 con esto se convertiría en la tercera Neoleonesa en ganar la corona de NBMM(Anteriormente la obtuvo en 1995 y 2007).

- 2011 - A unos meses de representar a México en Miss Mundo 2011 Cynthia de la Vega fue destituida por motivos de indisciplina y no cumplir con el aspecto físico adecuado para representar a México en Miss Mundo, esto provocó controversia en México y alrededor de mundo entre los fanáticos de los concursos de belleza y los medios de comunicación mexicanos. En ese mismo año, por quinta vez Nuevo León envía 2 candidatas al nacional, NB Nuevo León 2011 "Ivette Alejandra García de Hoyos" y Ángela Anahí Cantú Sánchez. En esta ocasión Ivette García no logró clasificar, mientras que Ángela Anahí Cantú clasificó al Top 15. Es la primera ocasión para Nuevo León en que la suplente ocupa un mejor lugar que la reina estatal.

- 2012 - Por sexta ocasión y segunda vez consecutiva Nuevo León envió a dos candidatas al nacional, NB Nuevo León 2012 Cynthia Lizetthe Duque Garza y Lucero Miroslava Montemayor Gracia. Cynthia Duque enaltece a su estado al convertirse en la ganadora de NB México 2012 y Lucero Montemayor ocupó el puesto de suplente tanto en NB México como en NB Mundo México; siendo la primera ocasión en Nuestra Belleza México en que un estado hace el 1-2. Cynthia Duque además obtuvo los premios "Las Reinas Eligen" y "Personalidad Fraiche". Mientras que Lucero Montemayor se llevó el premio de "NB en Forma". Lucero Montemayor es la segunda candidata en la historia de NBM en obtener el puesto de suplente tanto en NBM como en NBMM; esto antes sucedió con Paulina Flores de Sinaloa quien en el 2000 quedó como suplente en ambos certámenes, aunque a diferencia de Lucero Montemayor, Paulina Flores alcanzó la corona de NBM México 2000 ya que la ganadora de esta obtuvo también el título de NB México 2000' y con esto la corona de NBM México 2000 pasó a manos de Paulina Flores.

- 2013 - Por séptima ocasión Nuevo León envía una candidata al nacional, NB Nuevo León 2013 "Vanesa Montemayor Cortez". En esta ocasión Vanesa Montemayor lográ clasificar al Top 10 en NBM y al Top 5 en NBMM.

- 2014 - Nuevo León envía a una sola candidata al nacional, la representante fue: NB Nuevo León 2014 Alejandra Monserrat Medina Casas. Alejandra Medina logró por segundo año consecutivo clasificar al Top 10, sorpresivamente no entró al Top 5 a pesar de ser una de las grandes favoritas.

- 2016 - Nuevamente el Estado envía una sola candidata Naomi Berenice Garza Mondragón logrando ocupar el puesto de 3ª Finalista (4° Lugar), para Nuevo León es la primera vez que ocupa este puesto, con esto Nuevo León vuelve a entrar al Top 5 situación que no sucedía desde 2012.